# Masks and Faces (film 1917)
Masks and Faces è un film del 1917, diretto da Fred Paul, con Johnston Forbes-Robertson e Gladys Cooper, basato sul lavoro teatrale omonimo di Charles Reade e Tom Taylor che ha ad oggetto un episodio della vita di Peg Woffington. 

## Trama
L'introduzione mostra una seduta del consiglio direttivo della Royal Academy of Dramatic Art in cui il presidente, Squire Bancroft, mette all'ordine del giorno il problema dei finanziamenti dell'istituzione: J.M.Barrie propone di girare un film, e gli altri membri, fra cui John Hare, Arthur Wing Pinero, George Alexander, e George Bernard Shaw acconsentono. Viene quindi dato l'avvio alla rappresentazione filmica. 
Al suo ingresso nella compagnia teatrale del Covent Garden, nel 1740, Peg Woffington, per quanto riscuotesse un buon successo di pubblico, doveva sottostare alle antipatie della primadonna Kitty Clive e allo snobbismo del drammaturgo Colley Cibber, che persistevano nel preferirle l'ormai tramontata diva del teatro Anne Bracegirdle. Per far fronte alla situazione, Peg adotta uno stratagemma molto teatrale: travestita e truccata da Bracegirdle si presenta alla compagnia, ne strappa il plauso dopo un'improvvisata esibizione di declamazione e di danza, per poi rivelarsi nella sua vera identità, lasciando scornati i detrattori.
Ernest Vane, preso congedo dalla moglie Mabel, si porta, dalla campagna, a Londra, per affari. Qui incontra Peg e ne rimane affascinato, divenendone l'amante, che ella preferisce all'altro suo spasimante, Sir Charles Pomander.
Frattanto Peg incontra il poeta, drammaturgo nonché pittore James Triplet, che aveva tentato ripetutamente di sottoporre le proprie tragedie all'attenzione dell'impresario del Covent Garden, John Rich, ma invano, per cui era costretto a menare una vita in condizioni disagiate insieme alla moglie e ai figlioletti. Peg riconosce in lui un antico benefattore dei tempi in cui non era ancora un'affermata attrice, e, per sdebitarsi, accetta di posare per lui per un ritratto, senza dimenticare di rifornire la famiglia del povero artista di adeguate vettovaglie.
In seguito al protrarsi della permanenza di Ernest Vane nella capitale, Mabel decide di raggiungerlo a Londra, facendosi precedere da una lettera che gli annuncia il suo prossimo arrivo, lettera che però Ernest non riuscirà mai a leggere. Durante il viaggio Mabel incontra Sir Pomander, che si invaghisce di lei e la fa seguire dal valletto Hunsdon. Mabel giunge a Londra mentre suo marito, ignaro, sta tenendo un fastoso ricevimento in onore di Peg. Al suo arrivo nasce un grande imbarazzo: Mabel è convinta che la festa sia per lei, che gli invitati, Peg per prima, ignorano essere la moglie di Ernest. Quando si rende conto della situazione Mabel decide di chiarire apertamente la faccenda con Peg, fiduciosa che sotto la maschera dell'attrice possa nascondersi un cuore sensibile.
Peg capisce a fondo le esigenze di Mabel, ed escogita, con la collaborazione di Triplet, un altro piano d'impianto teatrale: fa in modo che Ernest veda la moglie e Pimander in atteggiamenti intimi, così da risvegliare, tramite la gelosia, la passione nel marito fedifrago. Lo stratagemma funziona: Ernest e Mabel si riappacificano, e Peg si defila.